# 和林镇
和林镇，是中华人民共和国重庆市梁平区下辖的一个乡镇级行政单位。

## 行政区划
和林镇下辖以下地区：
和林街道社区、和林村、蔡家村、福和村、爱国村、平都村、大冲村、万安村、茂林村和三龙村。